# 芒秀
芒秀（羅馬化：man.hi:rui:mrui.），緬甸掸邦木姐县木姐镇区下辖的一个镇。该镇与中国云南省德宏傣族景颇族自治州瑞丽市姐相镇接壤。